# Danderesso
Danderesso est une commune du Mali, dans le cercle et la région de Sikasso. Sa population dépasse 36 000 habitants en 2009,.

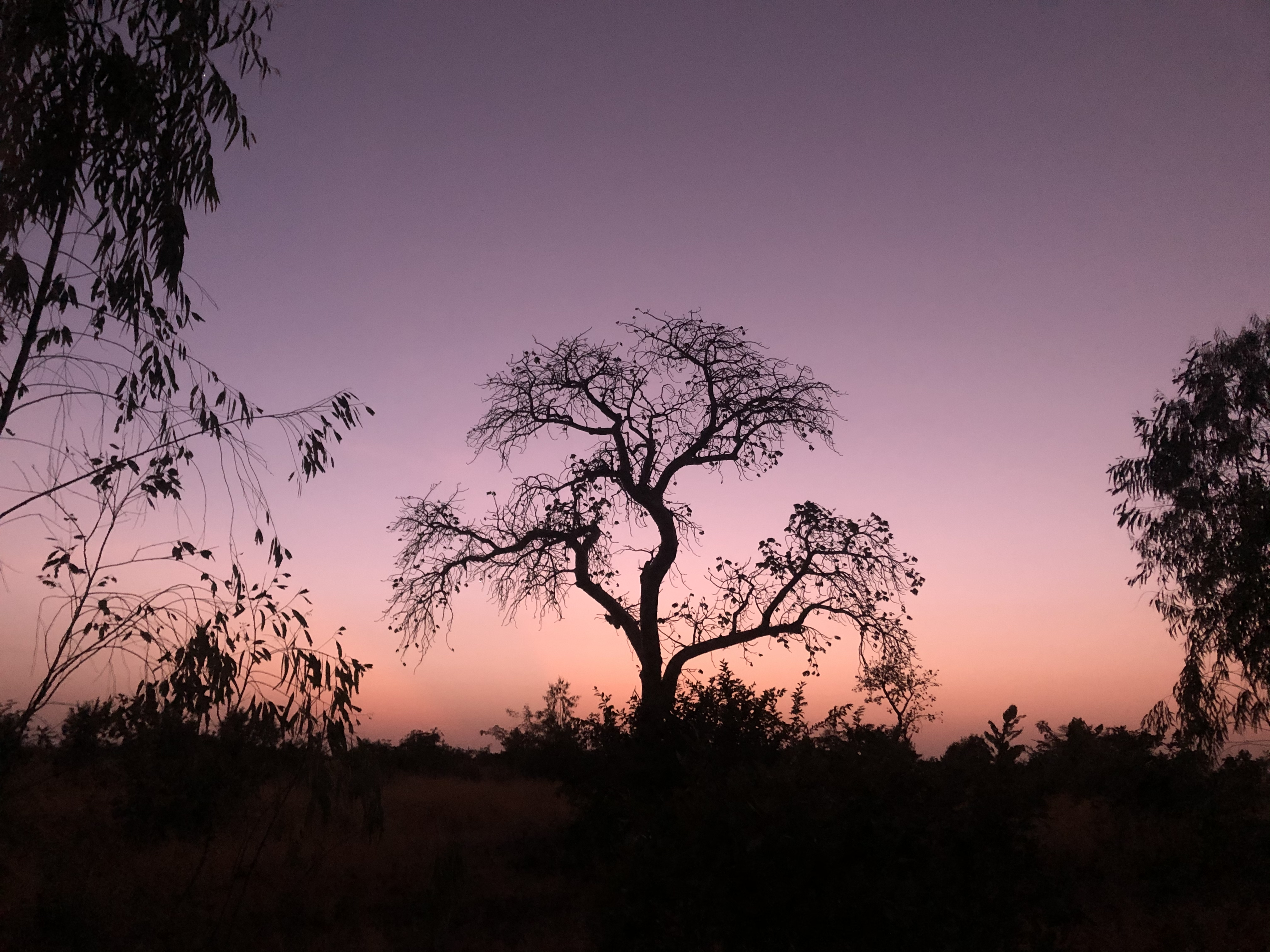
Coucher de soleil vers Zantiguila.